# Stadhouderskade (Rotterdam)
De Stadhouderskade (oeverfrontnummer 115) in Rotterdam is een kade, gelegen aan de Schaardijk, waar binnenvaartschepen (ook kegelschepen) drinkwater kunnen innemen en schippers hun auto aan de wal of van de wal op het schip kunnen zetten.